# Steve Johnson (tenista)
Steve Johnson Jr. (Orange, California, 24 de diciembre de 1989) es un ex-tenista profesional estadounidense.

## Carrera
Apodado "Stevie", comenzó a jugar tenis a los dos años. Empezó utilizando globos y pelotas de playa alrededor de su casa. Su padre, Steve, es un entrenador de tenis en el Rancho San Clemente Tennis & Fitness Club, y su madre, Michelle, es profesora de matemáticas. La hermana mayor, Alison, es también graduada de la Universidad del Sur de California. Está muy agradecido a su padre con el éxito en el tenis: "Él me enseñó casi todo lo que sé desde que tengo memoria". Sus ídolos en su niñez fueron Pete Sampras y Andre Agassi.
Su ranking individual más alto logrado en el ranking mundial ATP, fue el número 29 el 8 de febrero de 2016. Mientras que en dobles alcanzó el puesto 47 el 22 de febrero de 2016.
Hasta el momento ha obtenido 6 títulos de la categoría ATP Challenger Series, cuatro de ellos fueron en la modalidad de individuales y los otros dos en dobles.

### 2011
Johnson comenzó el año en el Masters de Indian Wells, donde perdió en la primera ronda de clasificación en tres apretados sets ante Frank Dancevic. Recibió una invitación para el Torneo de Los Ángeles 2011 donde perdió en la primera ronda ante Gilles Müller en tres sets. Johnson entonces compitió en la calificación del Masters de Cincinnati 2011. Después de anotar su primera victoria sobre un jugador top 100 en la primera ronda , Jérémy Chardy , perdió en la siguiente ronda frente a Edouard Roger-Vasselin.
Johnson recibió una invitación para el cuadro principal del Abierto de Estados Unidos 2011. Jugó su primer Grand Slam en su carrera contra Alex Bogomolov Jr. y perdió en cinco sets apretados. En el Abierto de EE. UU. 2011 , Johnson se asoció con Denis Kudla para disputar el dobles, pero cayeron derrotados ante Marcelo Melo y Bruno Soares.

### 2012
Johnson recibió una wild card en el Torneo de San José 2012, pero perdió en dos desempates a Steve Darcis. Johnson registró su primera victoria ATP en un cuadro principal contra Donald Young en el Torneo de Atlanta 2012. Sin embargo , en la segunda ronda Johnson perdió frente a Jack Sock. Johnson recibió una wild card en el Torneo de Los Ángeles 2012, pero perdió frente a Igor Sijsling en sets corridos. Johnson recibió otro comodín en el Torneo de Washington, pero perdió frente a Benjamin Becker en sets corridos. Johnson llegó a la tercera ronda del Abierto de Estados Unidos 2012, donde había recibido un wild card por ganar los campeonatos individuales de la NCAA, una vez más. En la primera ronda , Johnson derrotó a Rajeev Ram y en la segunda ronda, Johnson avanzó al derrotar a Ernests Gulbis. En la tercera ronda, Johnson perdió ante el cabeza de serie 13 Richard Gasquet.

### 2013
En el  Australian Open 2013, Johnson ganó los tres partidos de la fase clasificatoria e ingresó de esta manera al cuadro principal. En la primera ronda cayó derrotado ante el décimo cabeza de serie del torneo, el español Nicolás Almagro. Posteriormente en el Torneo de San José recibió una invitación por parte de la organización. En la primera ronda, derrotó al croata Ivo Karlović, 6-7(2), 6-4, 7-6(6). En la segunda ronda, Johnson derrotó a su compatriota Tim Smyczek, llegando de esta manera a los cuartos de final de un torneo ATP por primera vez. Finalmente, es derrotado por el eventual finalista Tommy Haas.

### 2014
A inicios de febrero ganó el Challenger of Dallas 2014 de individuales, derrotando en la final al tunecino Malek Jaziri por un dobles 6-4 en la final. Dos meses más tarde vuelve a conseguir otro título, obteniendo el Open Guadeloupe tras derrotar en la final al principal favorito del torneo, el francés Kenny de Schepper por 6-1, 6-7(5), 7-6(2).

## Juegos Olímpicos

### Medalla de bronce
| Año  | Torneo              | Superficie | Pareja    | Oponentes                    | Resultado |
| ---- | ------------------- | ---------- | --------- | ---------------------------- | --------- |
| 2016 | Río de Janeiro 2016 | Dura       | Jack Sock | Daniel Nestor Vasek Pospisil | 6-2, 6-4  |

## Títulos ATP (6; 4+2)

### Individual (4)
| Leyenda                  |
| Grand Slam (0)           |
| ATP World Tour Final (0) |
| ATP Masters 1000 (0)     |
| ATP World Tour 500 (0)   |
| ATP World Tour 250 (4)   |

| N.º | Fecha               | Torneo      | Superficie    | Oponente en la final | Resultado        |
| --- | ------------------- | ----------- | ------------- | -------------------- | ---------------- |
| 1.  | 25 de junio de 2016 | Nottingham  | Hierba        | Pablo Cuevas         | 7-6(5), 7-5      |
| 2.  | 16 de abril de 2017 | Houston     | Tierra batida | Thomaz Bellucci      | 6-4, 4-6, 7-6(5) |
| 3.  | 15 de abril de 2018 | Houston (2) | Tierra batida | Tennys Sandgren      | 7-6(2), 2-6, 6-4 |
| 4.  | 22 de julio de 2018 | Newport     | Hierba        | Ramkumar Ramanathan  | 7-5, 3-6, 6-2    |

#### Finalista (2)
| N.º | Fecha                 | Torneo        | Superficie | Oponente en la final | Resultado     |
| --- | --------------------- | ------------- | ---------- | -------------------- | ------------- |
| 1.  | 25 de octubre de 2015 | Viena         | Dura (i)   | David Ferrer         | 6-4, 4-6, 5-7 |
| 2.  | 25 de agosto de 2018  | Winston-Salem | Dura       | Daniil Medvédev      | 4-6, 4-6      |

### Dobles (2)
| Leyenda                  |
| Grand Slam (0)           |
| ATP World Tour Final (0) |
| ATP Masters 1000 (0)     |
| ATP World Tour 500 (0)   |
| ATP World Tour 250 (2)   |

| N.º | Fecha               | Torneo  | Superficie    | Pareja           | Oponentes en la final      | Resultado |
| --- | ------------------- | ------- | ------------- | ---------------- | -------------------------- | --------- |
| 1.  | 21 de mayo de 2016  | Ginebra | Tierra batida | Sam Querrey      | Raven Klaasen Rajeev Ram   | 6-4, 6-1  |
| 2.  | 17 de julio de 2022 | Newport | Hierba        | William Blumberg | Raven Klaasen Marcelo Melo | 6-4, 7-5  |

#### Finalista (6)
| N.º | Fecha                 | Torneo     | Superficie | Pareja          | Oponentes en la final                 | Resultado           |
| --- | --------------------- | ---------- | ---------- | --------------- | ------------------------------------- | ------------------- |
| 1.  | 27 de julio de 2014   | Atlanta    | Dura       | Sam Querrey     | Vasek Pospisil Jack Sock              | 3-6, 7-5, [5-10]    |
| 2.  | 14 de febrero de 2016 | Memphis    | Dura (i)   | Sam Querrey     | Mariusz Fyrstenberg Santiago González | 4-6, 4-6            |
| 3.  | 19 de febrero de 2017 | Memphis    | Dura (i)   | Ryan Harrison   | Brian Baker Nikola Mektić             | 3-6, 4-6            |
| 4.  | 16 de febrero de 2020 | Nueva York | Dura (i)   | Reilly Opelka   | Dominic Inglot Aisam-ul-Haq Qureshi   | 6-7(5), 6-7(6)      |
| 5.  | 1 de agosto de 2021   | Atlanta    | Dura       | Jordan Thompson | Reilly Opelka Jannik Sinner           | 4-6, 7-6(6), [3-10] |
| 6.  | 22 de agosto de 2021  | Cincinnati | Dura       | Austin Krajicek | Marcel Granollers Horacio Zeballos    | 6-7(5), 6-7(5)      |